# Смит, Александр (велогонщик)
Александр Смит (англ. Alexander Smith; род. 10 декабря 1988, Карлтон, Виктория) — австралийский и мальтийский шоссейный велогонщик.

## Карьера
Александр Смит родился в Карлтоне, пригороде Мельбурне в 1988 году.
Выступал в основном на гонках юго-восточной азии и океании, таких как Нью Зиланд Сайкл Классик, Тур Сингкарака, Тур Таиланда, Херальд Сан Тур, Кэдел Эванс Грейт Оушен Роуд, Тур Кумано. Принимал участие в чемпионате Океании и чемпионате Австралии.
В 2018 году сменил спортивное гражданство с австралийского на мальтийское. В составе новой сборной принял участие на Играх Содружества проходивших в австралийском Голд-Косте. На них выступил в групповой гонке, но не смог финишировать.
В 2019 году выступил на Европейских играх в групповой гонке и стал чемпионом чемпионом Мальты в групповой гонке.
В середине сентября 2022 года выступил на чемпионате мира, проходившем в его родной стране, в индивидуальной гонке. По её итогам занял 42-е место, уступив чуть больше 7 минут её победителю Тобиасу Фоссу.

## Достижения

### Шоссе
2013
Goldfields Cyclassic
генеральная классификация
2-й этап
2017
3-й этап на Тур Королевской Долины
2019
 Чемпион Мальты — групповая гонка

### Трек
2006
2-й Чемпионат Австралии — командная гонка преследования U19
2-й Чемпионат Австралии — мэдисон U19

## Рейтинги
| Год               | 2011 | 2012  |
| ----------------- | ---- | ----- |
| Азиатский тур UCI | -    | 323-й |
| Океанский тур UCI | 42-й | -     |
|                   |      |       |
| Источник: UCI     |      |       |